# لویی (گیاه)
لویی یا لوئی (نام علمی: Typha latifolia) نام یک گونه از سرده لویی است. این گیاه علفی و پایا دارای برگ‌های پهن می‌باشد و پهنای برگ آن ۲ تا ۴ سانتی‌متر است. ارتفاع گیاه بوربا ۱/۵ تا ۳ متر می‌باشد. نام‌های دیگر این گیاه در فارسی عبارتند از: لوخ، گُرز، و توتک.
از برگ‌های آن در حصیربافی، سبدبافی و ملات‌ها استفاده می‌شود.
لوئی گیاهی آبزی است با ریزوم ضخیم افقی که برگ‌های تسمه‌ای از انتهای ریزوم خارج می‌شود. انتشار جغرافیایی آن شامل مناطق استوایی و معتدله است. این خانواده شامل یک جنس Typha با حدود ۱۵ گونه است.
در ایران حدود ۶ گونه از این جنس در آب‌های شیرین و کم عمق در حاشیه رودخانه‌ها، تالاب‌ها، دریاچه‌ها و آب‌های راکد می‌روید. برگ‌های لوئی در تهیه حصیر و سبدهای حصیری به کار می‌روند. در تالاب پریشان این گیاه برای پرندگان و سایر جانوران پوشش خوبی به‌شمار می‌رود. این گیاه به‌طور پراکنده و به همراه گیاه نی می‌روید.

## ویژگی‌ها
لوئی گیاهی است که در مرداب‌ها و نیزارها می‌روید و بر روی ساقه‌ای که به شکل نَرک از هم جدا می‌شود، چیزی شبیه گُرز می‌شود. این گرز لوله‌ای پس از مدتی از هم می‌پاشد و شبیه قاصدک به هوا می‌پرد.
لویی گیاهی است چندساله با ساقه‌های زیرزمینی و میوه‌های استوانه‌ای مخمل‌مانند به رنگ قهوه‌ای و خرمایی. بومی مرداب‌ها، برکه‌ها و باتلاق‌های معتدل و آب‌های شیرین است و با ویژگی برگ ریزان پاییزی که ارتفاع آن به یک تا دو متر و البته در مناطقی از قبیل کالیفرنیا، تکزاس، مکزیک و آرژانتین، ارتفاعش به ۵ متر نیز می‌رسد.
لویی معمولاً در آب‌های راکد و کنار نهرها می‌روید. دارای ساقه‌ای بلند و عمودی است که انتهای آن به دو شاتون تراکم استوانه‌ای شکل که در حقیقت گل‌های آن هستند و یکی روی دیگری قرار دارد، ختم می‌شوند. دارای دو نوع نر و ماده می‌باشند. پس از دوران گلدهی، گل‌های نر فرو ریخته و می‌افتند و تنها یک محور برهنه نازک از آن باقی می‌ماند، اما گل‌های ماده رشد کرده و ضخیم می‌شوند و در وقت رسیدن میوه‌ها به شکل یک چماق یا گرز استوانه‌ای در می‌آید و به همین علت آن را گرز می‌نامند.
دانه‌های آن را کرک‌های پنبه‌ای پوشانیده که شبیه پنبه می‌باشند و باعث می‌شود که دانه پس از رها شدن در زمستان و حتی تا اوایل فروردین به همراه باد به آسانی به اطراف پراکنده شود. برگ‌های آن باریک و دراز است که از قاعده ساقه خارج و به‌طور عمودی تا راس ساقه بالا می‌رود. قسمت زیرین گیاه را ساقه زیرزمینی ضخیمی تشکیل می‌دهد که به‌طور افقی قرار گرفته و ریشک‌های گیاه به آن متصل و در خاک فرورفته‌اند.

## خواص گیاه لوئی
گردهٔ این گیاه دارای خواص بسیاری است که عبارتنداز:
- مدر است
- برای معالجه و تسکین دردهای پشت و کمر
- ناراحتی‌های بر مجاری ادرار
- درد قاعدگی‌های دردناک و همچنین در موارد قطع عادت ماهیانه بدون دلیل خاص تجویز می‌شود
- قابض، قاطع خون‌ریزی و التیام دهنده زخم است
- تب بر می‌باشد
- ترشحات مفرط پس از زایمان را خشک می‌کند.

همچنین اگر این گیاه را آن را نیم کوب کرده بجوشانید و آب صاف کرده آن را بنوشید. مدر میرد و خنک‌کننده است، برای افزایش ترشح شیر مفید می‌باشد، التهاب و ورم پستان را برطرف می‌کند، تب بر است، اسهال خونی را قطع می‌کند.